# 菲律賓師大特教糾正案
菲律賓師大特教糾正案是指中華民國監察院於2002年對教育部處理菲律賓師範大學特殊教育研究所畢業生「學歷查證」及「教師資格檢定」不當所提出之糾正案。

## 背景
本案係指中華民國監察院於2002年對教育部處理菲律賓師範大學特殊教育研究所畢業生「學歷查證」及「教師資格檢定」不當所提出之糾正案。民國八十年代，臺灣國中國小特殊教育師資極為缺乏，當時師資主要來源為師範生及在師大或師院修習教育學分班者。因師資培育尚未多元化，加上師範生享有公費待遇，師大及師院之大學聯考錄取分數頗高，而教育學分班又名額有限，兩者皆不易考取。當時的法規規定，各大師資培育機構的師培生，必須在國內學校實習一年，擔任實習老師，取得國內正式教師證，持國外教育相關學歷的留學生(含菲律賓師範大學特殊教育研究所)畢業回國之師資，也是同樣標準，早就已經必須經過各大師資培育機構輔導，在國內學校實習一年，擔任實習老師，取得國內正式教師證，通過教師甄試，才能進入學校任教，但因從碩士學歷起薪，造成其他師培生眼紅，質疑其師資素質不佳，教育部所轄縣市各教育局，學分採認標準不一，處理不公平，因此由監察院依法提案糾正。除了菲師大以外，持菲律賓學歷的特教老師也不少人來自德拉薩大學特殊教育研究所。

## 問題
因辦理教師資格初檢，有集中至較為寬鬆縣市（屏東縣）的情形，計有十一位持菲師大特教碩士學歷者曾向某縣（市）政府申請辦理教師資格檢定審查學分未通過，即遷移戶籍轉至其他縣（市）申請審查通過之情形。台中市政府對於部分個案只辦理教育學分審查，並未辦理國外學歷查證，顯與規定未合；惟教育部卻未能詳查即核發教師實習證書，顯有缺失。部分取得菲師大特教碩士學位者之就學期間未達一年，僅短暫停留該國數日，外界質疑其教師資格檢定的品質，因此由監察院依法提案糾正。菲律賓師資不少亦來自於德拉薩大學特教研究所。

## 外部連結
- 監察院糾正案全文 （页面存档备份，存于）
- 驗證外國學歷參考事項說明 - 外交部領事事務局全球資訊網 （页面存档备份，存于）
- 外國大學參考名冊查詢系統 （页面存档备份，存于）
- 國外大學以上學歷普通課程專門課程及教育專業課程審查小組 （页面存档备份，存于）
- 菲律賓高等教育委員會Commission on Higher Education認可名冊
- 持國外大學以上學歷申請認定修畢普通課程專門課程及教育專業課程標準-全國法規資料庫入口網站 （页面存档备份，存于）
- 外國大學參考名冊--國際與兩岸教育司 （页面存档备份，存于）
- 菲律賓師範大學法 （页面存档备份，存于）
- (學術交流新聞)國立台灣師範大學接待菲律賓各大學校長參訪團 （页面存档备份，存于）
- 菲律賓師範大學特殊教育研究所 網站 （页面存档备份，存于）
- 德拉薩大學特殊教育研究所